# Anita Briem
Anita Briem (Reikiavik, 29 de mayo de 1982) es una actriz islandesa, conocida por su interpretación de Juana Seymour, la joven destinada a convertirse en la tercera esposa del rey Enrique VIII, en la serie de televisión Los Tudor, y por su papel de Hannah Ásgeirsson en la película Viaje al centro de la Tierra (2008).

## Carrera
Briem comenzó su carrera como actriz a los 9 años de edad en el Teatro Nacional de Islandia. Como actriz infantil, participó en diversas obras de teatro, programas de televisión y programas de radio en su Islandia natal. A los 16 años de edad, Briem se mudó a Londres, donde participó en una producción para el teatro de la obra "Lenin in Love", en el New End Theatre.
A los 19 años de edad, Briem fue aceptada en la prestigiosa Academia Real de Arte Dramático (Royal Academy of Dramatic Art, RADA), donde estudió durante los siguientes tres años y de donde obtuvo un título en artes dramáticas y el Premio John Barton, en la categoría de Lucha escénica. Mientras estudiaba en RADA, participó en un gran número de obras de teatro, incluyendo El jardín de los cerezos de Antón Chéjov y La casa de Bernarda Alba de Federico García Lorca. Tras su graduación, Briem continuó trabajando en el teatro de Londres, participando en obras, tales como Catalogue of Misunderstanding, dirigida por Mike Figgis en el National Theatre Studio, así como en la exitosa temporada de cinco meses de duración en el West End de Losing Louis.
Briem hizo su debut cinematográfico en la película independiente de terror La monja y luego protagonizó una película independiente en Islandia titulada Kold Slod. Para la televisión, ha interpretado el papel protagónico en la serie The Evidence, junto a Orlando Jones y Martin Landau. Briem también participó como artista invitada en las series de la BBC: Doctor Who y Doctors.

## Filmografía
| Cine       | Cine                                  | Cine              | Cine         | Cine |
| Año        | Película                              | Papel             | Notas        |      |
| ---------- | ------------------------------------- | ----------------- | ------------ | ---- |
| 2005       | La monja                              | Eve               | Protagonista |      |
| 2006       | Köld slóð                             | Elín              | Secundario   |      |
| 2008       | Viaje al centro de la Tierra          | Hannah Ásgeirsson | Protagonista |      |
| 2010       | Dylan Dog: Death of Night             | Elizabeth         | Protagonista |      |
| 2010       | Everything Will Happen Before You Die | Karen Robinson    | Protagonista |      |
| 2011       | Elevator                              | Celine Fouquet    | Protagonista |      |
| 2012       | You, Me & The Circus                  | Bo                | Secundario   |      |
| 2016       | Queen of Hearts                       | Claire            | Cortometraje |      |
| 2016       | Salt and Fire                         | Recepcionista     | Secundario   |      |
| 2016       | Kill the Poet                         | Louisa            | Secundario   |      |
| Televisión |                                       |                   |              |      |
| Año        | Título                                | Rol               | Notas        |      |
| 2004       | Doctors                               | Anneka Marsh      | 1 episodio   |      |
| 2005       | Doctor Who                            | Sally             | 1 episodio   |      |
| 2006       | The Evidence                          | Emily Stevens     | 7 episodios  |      |
| 2008       | Los Tudor                             | Juana Seymour     | 5 episodios  |      |